# AN/APG-68
El AN/APG-68 es un radar de impulsos Doppler aerotransportado de largo alcance (hasta 105 km 5m2 ) diseñado en Estados Unidos por Westinghouse Electronic Systems Group (ahora Northrop Grumman Electronic Systems como parte de Northrop Grumman) para reemplazar al modelo de radar AN/APG-66 en el caza F-16 Fighting Falcon.
El AN/APG-68(V)8 y las versiones anteriores constan de las siguientes partes:
- Antena
- Transmisor en modo dual (DMT, Dual Mode Transmitter)
- Frecuencia de radio de baja potencia modular (MLPRF, Modular Low-Power Radio Frequency)
- Procesador de señales programable (PSP, Programmable signal processor )

El AN/APG-68(V)9 consta de:
- Antena
- Transmisor dual modificado (MDT, Modified Dual Mode Transmitter)
- Receptor / excitador modular (MoRE, Modular Receiver/Exciter)
- Procesador de radar común (CoRP, Common Radar Processor)

El AN/APG-68(V)9 es el último desarrollo de este sistema de radar. Además de un incremento en el alcance de exploración en comparación con las versiones anteriores, dispone de capacidad de radar de apertura sintética (SAR). Fue incluido por ejemplo en los F-16 Bloque 50 Plus  y en los  52+ de la Fuerza Aérea Polaca